# Pavonia domatiifera
Pavonia domatiifera är en malvaväxtart som beskrevs av Jacques Florence. Pavonia domatiifera ingår i släktet påfågelsmalvor, och familjen malvaväxter. Inga underarter finns listade i Catalogue of Life.